# 국제소롭티미스트
국제소롭티미스트(Soroptimist International)는 UN에 소속된 세계에서 가장 큰 국제 여성봉사단체로
여성과 소녀의 권익과 삶의 질을 향상시키기 위한 사명을 갖고 활동하고 있다.